# Києво-Печерські святі

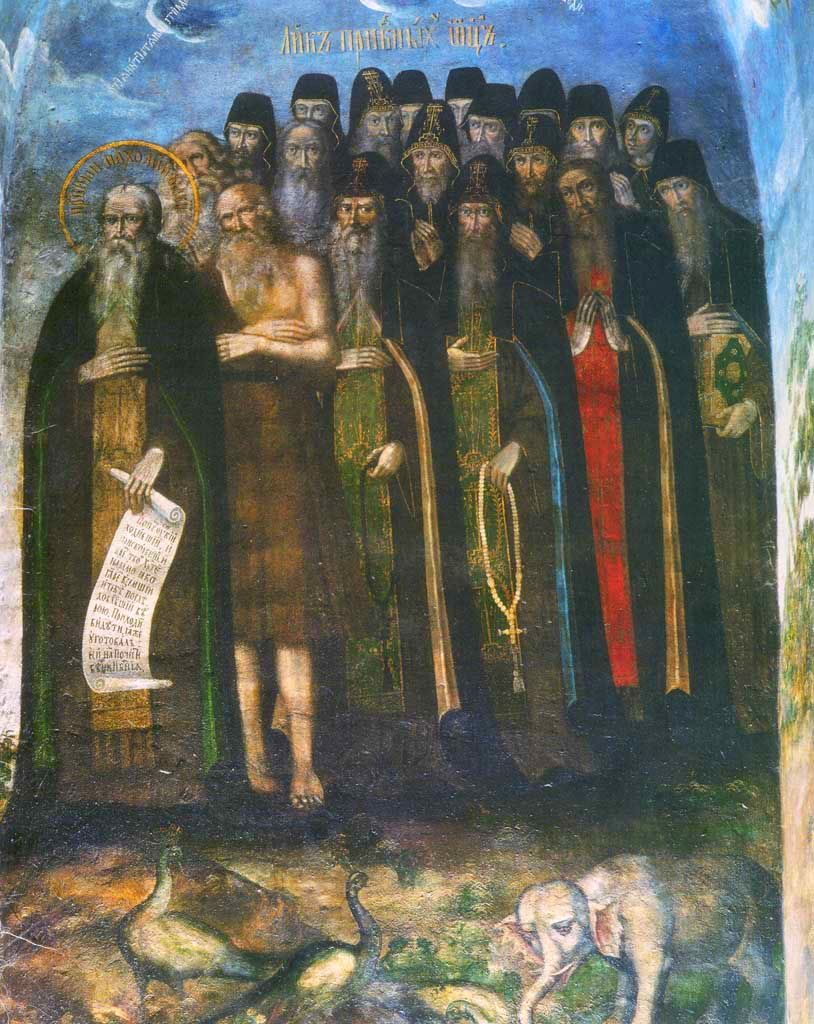
Собор Києво-Печерських святих.

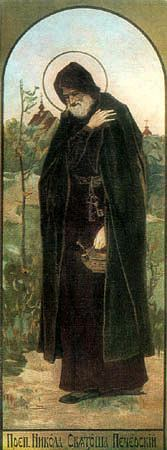
Микола Святоша, князь Чернігівський та чудотворець Києво-Печерський. Спочиває у Ближніх Печерах

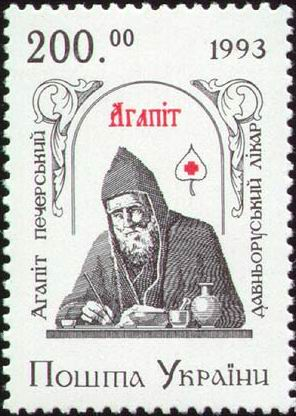
Агапіт Печерський на поштовій марці України

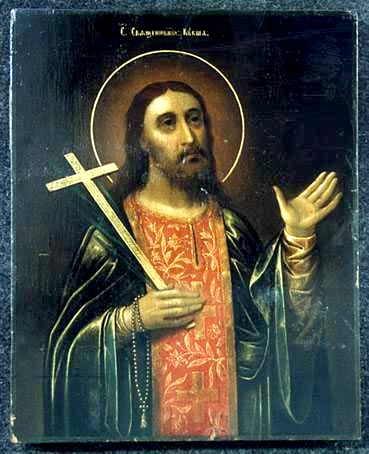
Мученик Кукша Печерський, просвітитель вятичів. Спочиває у Ближніх Печерах.

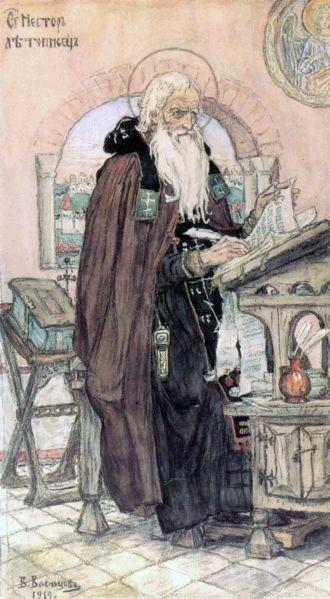
Нестор Літописець Києво-Печерський. Спочиває у Ближніх Печерах

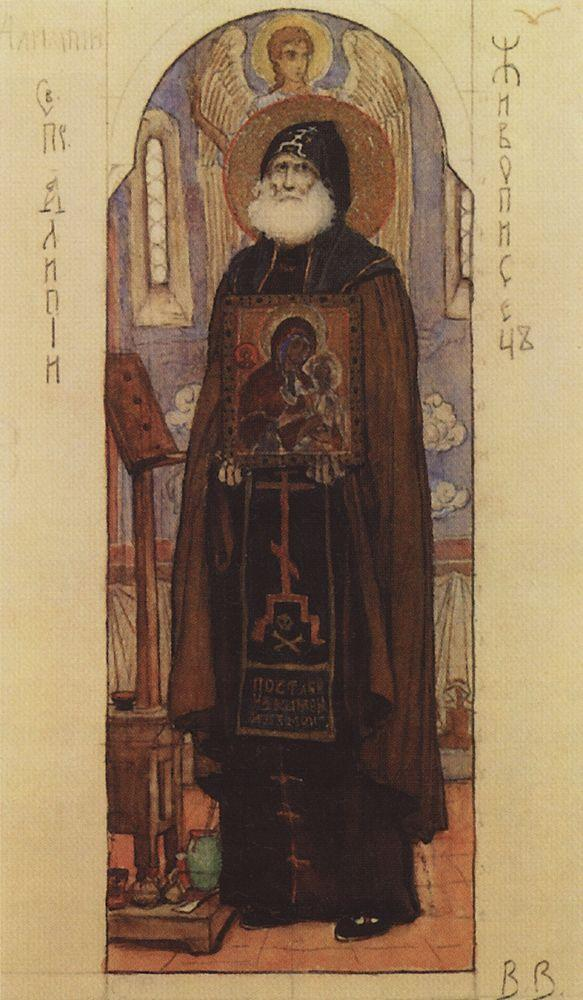
Аліпій Іконописець, чернець Києво-Печерський. Спочиває у Ближніх Печерах.

Києво-печерські святі або Святі з Київських Печер, Святі Отці Києва, Отці зі Святих Печер, Собор Києво-Печерських святих, Отці Печерські, Отці Печерники, Отці Підпільники та ін. - спільнота святих і преподобних, які мають відношення до історії Київської, Антонієвої і Феодосієвої Обителі (Лаври), людей, які зіграли основоположну роль в сприйнятті русинами і людством Всесвіту Божого Старої, Київської Русі як Русі Святої і які почитаються і поминаються своїми прихильниками вже не одне століття в т.ч. в якості наставників, заступників і утішителів не лише людей Старої Русі і Рідної України сучасного українства, але і усієї Східної Церкви, Церкви Христової, Церкви Антонієвої і Феодосієвої в цілому.

## Преподобні отці Києво-Печерські, які у Дальніх печерах почивають
День ушанування пам'яті святих з Феодісієвих печер - 28 серпня.
- Григорій Чудотворець, затворник Печерський
- Мойсей Чудотворець
- Лаврентій Затвірник
- Іларіон Схимник
- Пафнутій Затвірник
- Мартірій, диякон
- Феодор, князь Острозький, який помер наприкінці XV ст.
- Афанасій Затвірник — 13 століття
- Діонисій Затвірник
- Феофіл, єпископ Новгородський
- Зинон Посник
- Іпатій Цілитель
- Лукіан Священномученик
- Йосиф Багатоболізний
- Павло Послушний
- Сисой Схимник
- Нестор Некнижний
- Памво Затвірник
- Феодор Мовчазний
- Софроній Затвірник
- Панкратій, ієромонах. Затворник.
- Анатолій Затвірник
- Амон Затвірник
- Мардарій Затвірник
- Піор Затвірник
- Мартирій Затвірник
- Руф Затвірник
- Веніямин
- Євфросинія, ігуменя Полоцька, княжна, дочка полоцького князя Георгія Всеславича, померла в Єрусалимі 1173 р. (y 1910 р. її мощі були перенесені в м. Полоцьк, Білорусь.)
- Кассіан Затвірник
- Арсеній Працелюбний
- Євфимій Схимник
- Тит Воїн
- Ахила Диякон
- Паїсій Печерський
- Меркурій Посник
- Макарій Диякон
- Частина мощей Св. немовляти від Ірода за Христа убієнного.
- Пимен Посник
- Леонтій, канонархіст Печерський
- Ґеронтій, канонархіст Печерський
- Захарій Посник
- Силуан Схимник
- Агафон Чудотворець
- Ігнатій, архімандрит Печерський
- Преподобний Лонгин воротар
- Священномученик Володимир, митрополит Київський (†1918)
- Святитель Павло, митрополит Тобольський (Конюшкевич; †1770)
- Тимофій, ігумен Печерський
- Святитель Філарет (Амфітеатров)

## Преподобні отці Києво-Печерські, які у Ближніх печерах почивають
День ушанування пам'яті святих з Антонієвих печер - 28 вересня.
- преподобний Антоній Первоначальник (пам'ять 23 липня)
- преподобний Феодосій Печерський (пам'ять 16 травня)
- преподобний Прохор Чудотворець, званий Лободником (пам'ять 23 лютого)
- преподобний Йоан Посник (пам'ять 20 грудня)
- преподобна Юліанія діва, княжна Гольшанська (пам'ять 19 липня)
- преподобномученики Феодор і Василій (пам'ять 24 серпня)
- преподобний Полікарп, архімандрит Печерський (пам'ять 6 серпня)
- преподобний Варлаам, ігумен Печерський (пам'ять 2 грудня)
- преподобний Даміан пресвітер, цілитель (пам'ять 18 жовтня)
- преподобний Никодим Проскурник (пам'ять 13 листопада)
- преподобний Лаврентій Затвірник, єпископ Туровський (пам'ять 11 лютого)
- преподобний Афанасій Затвірник — 12 століття (пам'ять 15 грудня)
- преподобний Еразм чорноризець (пам'ять 8 березня)
- преподобний Лука, економ Печерський (пам'ять 19 листопада)
- преподобний Агапіт, лікар безмездний (пам'ять 14 червня)
- преподобні Феофіл Сльозоточивий і Йоан Богоугодний, у єдиній раці (пам'ять 11 січня)
- преподобний Нектарій Послушливий (пам'ять 12 грудня)
- преподобний Григорій Іконописець (пам'ять 21 серпня)
- священомученик Кукша, просвітитель вятичів (пам'ять 9 вересня)
- преподобний Олексій Затвірник (пам'ять 7 травня)
- преподобний Сава Богоугодний (пам'ять 7 травня)
- преподобний Сергій Послушливий (пам'ять  20 жовтня)
- преподобний Меркурій, єпископ Смоленський (пам'ять 20 серпня)
- преподобний Пимен Багатохворобливий (пам'ять 20 серпня)
- преподобний Нестор Літописець (пам'ять 9 листопада)
- преподобномученик Євстратій (пам'ять 10 квітня)
- преподобний Елладій Затвірник (пам'ять 17 жовтня)
- преподобний Ієремія Прозорливий (пам'ять 18 жовтня)
- преподобномученик Мойсей Угрин (пам'ять 8 серпня)
- преподобний Йоан Багатостраждальний (пам'ять 31 липня)
- преподобний Марко Гробокопач (пам'ять 11 січня)
- преподобний Микола Святоша, князь Чернігівський (пам'ять 27 жовтня)
- Преподобномученик Григорій Чудотворець (пам'ять 21 липня)
- преподобний Матвій Прозорливий (пам'ять 18 жовтня)
- преподобний Онисим Затвірник (пам'ять 11 жовтня)
- преподобний Ісая чудотворець (пам'ять 28 травня)
- преподобний Авраамій Трудолюбивий (пам'ять 3 вересня)
- преподобний Нифонт, єпископ Новгородський (пам'ять 21 квітня)
- преподобний Сильвестр Чудотворець (пам'ять 15 січня)
- преподобний Пимен Посник (пам'ять 9 вересня)
- преподобний Онуфрій Мовчазний (пам'ять 3 серпня)
- преподобний Анатолій Затвірник (пам'ять 16 липня)
- преподобний Аліпій Іконописець (пам'ять 30 серпня)
- преподобний Сисой Затвірник (пам'ять 6 листопада)
- преподобний Арефа Затвірник (пам'ять 6 листопада)
- преподобний Спиридон Проскурник (пам'ять 13 листопада)
- преподобний Онисифор Сповідник (пам'ять 22 листопада)
- преподобний Симон, єпископ Суздальский (пам'ять 23 травня)
- преподобний Никон, ігумен Печерский (пам'ять 5 квітня)
- преподобний Феофан Посник (пам'ять 24 жовтня)
- преподобний Макарій Печерський (пам'ять 1 лютого)
- преподобномученик Анастасій диякон (пам'ять 22 січня)
- 12 майстрів грецьких, зодчих Києво-Печерської Великої церкви в честь Успіння Пресвятої Богородиці (пам'ять 27 лютого),
- преподобний Авраамій Затвірник (пам'ять 11 листопада)
- преподобний Ісакій Затвірник (пам'ять 27 лютого)
- мученик Йоан Младенець (спільна пам'ять з 14000 младенцями, від Ірода у Вифлеємі убитими, 11 січня)
- преподобний Никон Сухий (пам'ять 24 грудня)
- преподобний Єфрем, єпископ Переяславський (пам'ять 10 лютого)
- преподобний Тит ієромонах (пам'ять 11 березня).
- преподобний Єронім Печерський (пам'ять 21 вересня)
- преподобний Ілля Муромець (пам'ять 1 січня)